# Koler von Neunhof
La famiglia Koler von Neunhof fu una famiglia nobile del patriziato di Norimberga nel cui consiglio sedette dal 1340 al 1688.

## Storia

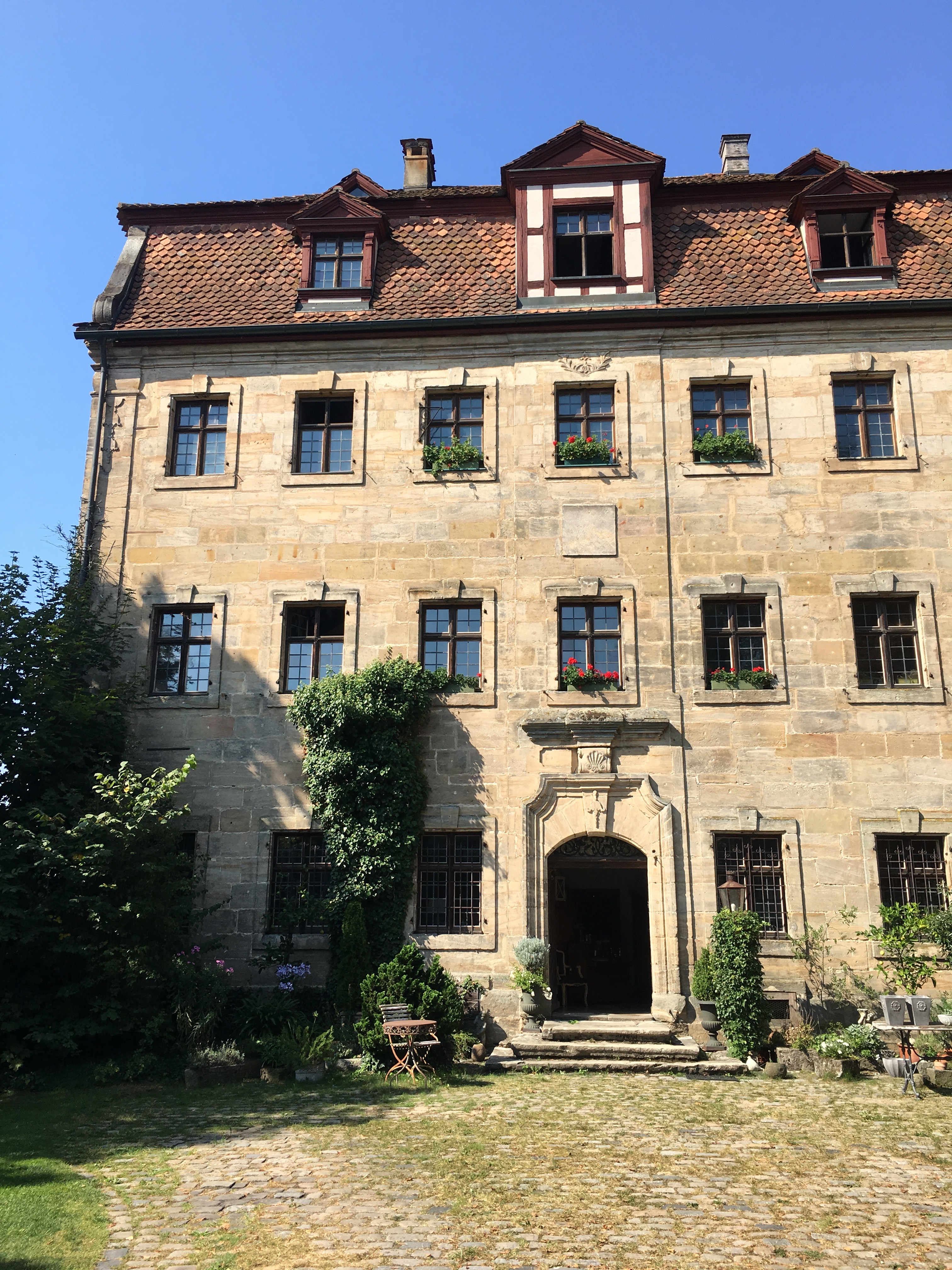
Il castello di Neunhof, da cui il predicato nobiliare della famiglia Koler

La famiglia Koler von Neunhof venne citata per la prima volta in un documento del 1248 e di lei si sa che una linea collaterale era impegnata nella silvicoltura tra XIII e XIV secolo. Nel medesimo periodo, la linea principale iniziò il proprio servizio a favore della città di Norimberga, gestendo la Lorenzer Reichswald, una vasta area forestale appena fuori dalla città, da cui l'appellativo di Forestmaister spesso affiancato al cognome. Erkenbrecht Koler fu dal consigliere della città di Norimberga. Già alla fine del XIV secolo, la società commerciale gestita da Stefan Koler e da suo suocero Heinrich Füchsel, vantava un proprio ufficio al Fondaco dei Tedeschi a Venezia. Stefan fu il rappresentante più importante della famiglia Koler: egli agì come finanziere per conto di re Sigismondo e per i burgravi di Norimberga. Assieme a Erhard Schürstab, nel 1424 negoziò con papa Martino V il suo consenso per la collocazione dei gioielli imperiali presso la città di Norimberga, con la relativa custodia affidata ai rappresentanti della città.
La famiglia Koler possedeva proprietà più grandi intorno a Erlangen e ad Altdorf. Nel 1582 acquisì il maniero di Neunhof, vicino a Lauf an der Pegnitz, acquisendolo come predicato nobiliare del cognome. Nel 1594 acquistò il castello di Neunhof vicino a Kraftshof e nel 1660 il castello di Gleisshammer. Nel 1688 la linea maschile della famiglia Koler si estinse.